# British Rail
British Railways (BR), que utilitza com a nom comercial British Rail, va ser l'operador de la majoria de ferrocarrils del sistema britànic de la nacionalització de les quatre grans companyies, anomenades "Big Four", el 1948 fins a la privatització de 1994 i 1997.
Durant el període de nacionalització es van veure canvis radicals en la xarxa ferroviària: la tracció a vapor va ser eliminada en favor del dièsel i l'energia elèctrica, el transport de passatgers va reemplaçar el de mercaderies com a principal font de negoci i una tercera part de la xarxa es va eliminar.